# Pagani Zonda C12-S 7.0
In 2000 werd de Zonda C12 S uitgebracht. Deze S versie had als krachtbron de door AMG geüpdatete 7.0 V12. Deze motor was een stuk krachtiger dan de 6.0 V12 Mercedes motor die eerder gebruikt werd. Het vermogen groeide met meer dan 100 pk tot een aantal van 550.
Door deze motor-upgrade wordt de sprint van 0 naar 100 afgelegd in de hypercar-waardig 3,7 seconden. En de snelheidsmeter stopt pas bij 350 km/u.
Uiterlijke veranderingen waren er uiteraard ook. De neus van de C12 S is verlengd in vergelijking tot de gewone C12. Verder werd de diffuser aangepast, zo ook de lichtkasten van de achterlampen. Als laatste werden de vier kenmerkende uitlaten vervangen voor een nieuwe set.
Door al deze aanpassingen ging niet alleen de aerodynamica er op vooruit, maar ook slonk het gewicht met 10 kilo.
Het prijskaartje dat destijds aan deze auto hing was 245.000 euro. In totaal zijn er vijftien Zonda S 7.0's gemaakt.